# Фернандес, Лукас
Лукас Фернандес (дат. Lukas Fernandes; род. 1 марта 1993, Копенгаген) — датский футбольный вратарь. Участник Олимпийских игр 2016 года в Рио-де-Жанейро.

## Клубная карьера
Фернандес начал карьеру в клубе «Люнгбю». 30 октября 2011 года в матче против «Норшелланна» он дебютировал в датской Суперлиги. По итогам сезона команда вылетела в первый дивизион. Летом 2014 года Лукас перешёл в «Орхус». 5 октября в матче против «Скиве» он дебютировал за новую команду. В 2016 году Лукас помог клубу выйти в финал Кубка Дании.
Летом 2016 года Фернандес перешёл в «Сённерйюск».

## Международная карьера
В 2016 году Фернандес в составе олимпийской сборной Дании принял участие в Олимпийских играх в Рио-де-Жанейро. На турнире он был запасным вратарём и на поле не вышел.